# Chanoz-Châtenay

Chanoz-Châtenay este o comună în departamentul Ain din estul Franței.